# Tamarisk
Tamarisk (Tamarix) is een geslacht uit de tamariskfamilie (Tamaricaceae). Het geslacht telt ongeveer vijftig tot zestig soorten die voorkomen in het Middellandse Zeegebied, in Azië tot in het noorden van China en in het droge gedeelte van Noord-Afrika.

## Soorten
- Tamarix africana Poir.
- Tamarix alii Qaiser
- Tamarix androssowii Litw.
- Tamarix aphylla (L.) H.Karst.
- Tamarix arceuthoides Bunge
- Tamarix austromongolica Nakai
- Tamarix baluchistanica Qaiser
- Tamarix boveana Bunge
- Tamarix canariensis Willd.
- Tamarix chinensis Lour
- Tamarix dalmatica B.R. Baum
- Tamarix dioica Roxb. ex Roth
- Tamarix elongata Ledeb.
- Tamarix ericoides Rottl. et Willd.
- Tamarix gallica L. - Franse tamarisk
- Tamarix gansuensis H.Z.Zhang ex P.Y.Zhang & M.T.Liu
- Tamarix gracilis Willd.
- Tamarix hispida Willd.
- Tamarix indica Willd.
- Tamarix jintaensis P.Y.Zhang & M.T.Liu
- Tamarix jordanis Boiss.
- Tamarix kermanensis Baum
- Tamarix korolkowii Regel & Schmalh.
- Tamarix kotschyi Bunge
- Tamarix laxa Willd.
- Tamarix leptostachya Bunge
- Tamarix mascatensis Bunge
- Tamarix nilotica (Ehrenb.) Bunge
- Tamarix pakistanica Qaiser
- Tamarix palaestina Bertol.
- Tamarix parviflora DC.
- Tamarix passerinoides Del. ex Desv.
- Tamarix ramosissima Ledeb.
- Tamarix sachensis P.Y.Zhang & M.T.Liu
- Tamarix salina Dyer
- Tamarix sarenensis Qaiser
- Tamarix smyrnensis Bunge
- Tamarix stricta Boiss.
- Tamarix sultanii Qaiser
- Tamarix szovitsiana Bunge
- Tamarix taklamakanensis M.T.Liu
- Tamarix tarimensis P.Y.Zhang & M.T.Liu
- Tamarix tetragyna Ehrenb.
- Tamarix tetrandra Pall. ex M.Bieb.

Hololachna · 
Myricaria · 
Myrtama · 
Reaumuria · 
Tamarix (Tamarisk)